# Стабилитрон тлеющего разряда

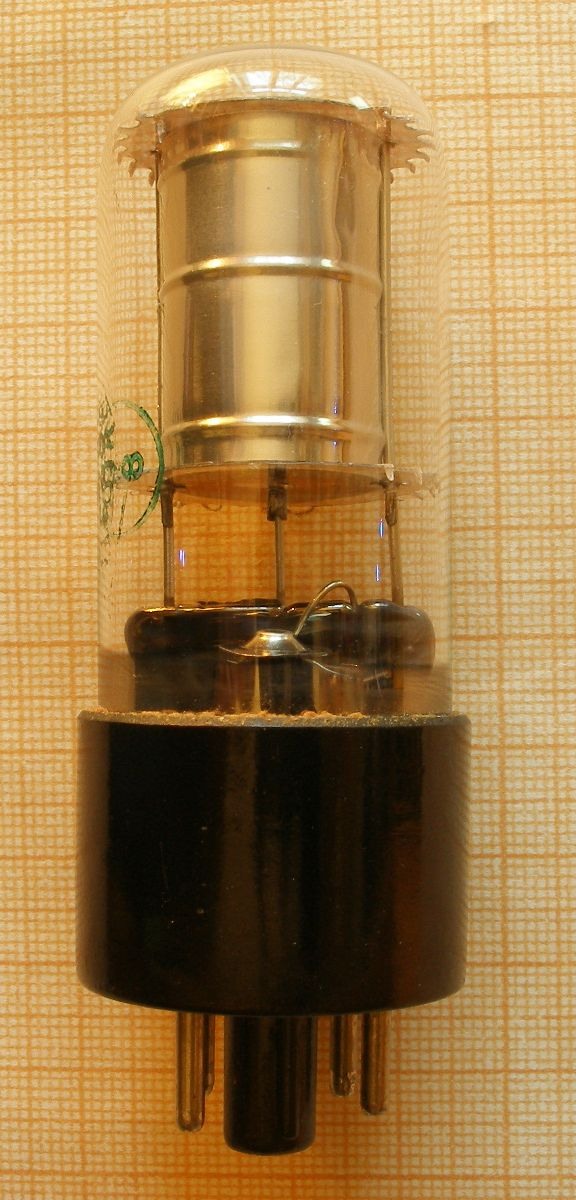
Стабилитрон СГ3С

Стабилитро́н тле́ющего разря́да — ионный газоразрядный электровакуумный прибор, предназначенный для стабилизации относительно небольших уровней напряжения.
Стабилитроны тлеющего разряда заполнены смесью инертных газов и предназначены для стабилизации напряжений от 80 В (аргоново-гелиевая и неон-криптоновая смеси) до 1,2 кВ (гелиево-неоновая смесь).

## Конструкция и принцип действия

Схема типового включения стабилитрона тлеющего разряда

Стабилизация напряжения газонаполненными стабилитронами обусловлено их нелинейной вольт-амперной характеристики, возникающей за счет ударной ионизации и характерной тем, что напряжение тлеющего разряда после зажигания газового разряда почти не зависит от протекающего через прибор тока. При этом рост тока сопровождается увеличением площади катода, охваченной разрядом, при этом плотность тока в ионизированной части газа остаётся неизменной, следовательно, остаётся почти неизменным и падение напряжения на приборе.
Конструктивно стабилитрон состоит из 2 коаксиальных цилиндрических электродов (катод снаружи), помещённых в стеклянный или металлический баллон, наполненный смесью инертных газов при давлении в десятки (30—50) мм рт. ст.
Катод изготовлен из никеля либо молибдена, иногда он активируется мишметаллом.
В некоторых случаях для снижения напряжения зажигания внутрь прибора вводится небольшое количество радиоактивного вещества, например, криптона-85.
На электрических принципиальных схемах принято анод (+) прибора обозначать чёртой, катод (-) — кружочком.

## Родственные приборы
В принципе газоразрядный стабилитрон похож на неоновую лампу, но у него больше размеры катода с целью увеличения рабочего тока, а также обеспечивается большая стабильность работы за счёт очистки исходных материалов.
Существуют родственные стабилитроны коронного разряда, заполненные водородом и предназначенные для стабилизации напряжений от 0,4 кВ до десятков киловольт: они применяются в дозиметрах (радиометрах) — некоторые такие стабилитроны (СГ301С) специально разрабатывались для работы с 400-вольтовыми счётчиками Гейгера).
Не следует путать газовые стабилитроны с газовыми разрядниками — последние представляют собой неполярные приборы для экстренной защиты от перенапряжения, способные пропускать через себя очень большой ток (КилоАмперы); они работают в режиме искрового разряда.

## Основные параметры и их типичные значения
- Uстабилизации (обычно 70—170 Вольт, высоковольтные неон-гелиевые до 1400 Вольт).
- Uзажигания (больше, чем Uстабилизации примерно на 20—40 %).
- Iстабилизации (от единиц до десятков миллиампер; отношение минимального рабочего тока к максимальному от 1:4 до 1:10).
- Rвнутреннее (сотни Ом).
- Изменение напряжения стабилизации при изменении тока в рабочем диапазоне (единицы вольт для низковольтных стабилитронов).
- Изменение напряжения стабилизации во времени (десятые доли вольта для низковольтных стабилитронов).
- Температурный коэффициент напряжения (десятки[2] мВ/°C, как для низковольтных, так и для высоковольтных приборов[источник не указан 4213 дней]).

## Маркировка газовых стабилитронов в СССР
В старой системе маркировки в обозначении лампы указывались два параметра: диапазон рабочих токов и номинальное напряжение стабилизации. Например, стабилитроны типов 75С5-30, 105С5-30, 150С5-30 были рассчитаны на номинальные напряжения стабилизации 75, 105 и 150 В соответственно при изменениях тока через лампу от 5 до 30 мА.
В действующей системе маркировки этот принцип утрачен и все стабилитроны обозначаются буквами СГ (стабилитрон газовый)
- число — порядковый номер прибора (одно-, двух- или трёхзначное число)
- буква — конструктивное оформление (С — обычное стеклянное оформление, Б — сверхминиатюрное стеклянное, К — в керамической оболочке, П — девятиштырьковое пальчиковое, В — вибростойкое)

Пример обозначения: СГ204К.

## Применение
До появления полупроводниковых стабилитронов применялись в качестве:
- параметрических стабилизаторов напряжения (при относительно маломощной нагрузке);
- источников опорного напряжения в стабилизаторах напряжения, измерительной аппаратуре;
- устройств межкаскадного сдвига уровней в ламповых усилителях постоянного тока;
- в релаксационных генераторах и генераторах белого шума.

## Особенности использования
- Стабилитроны предназначены для работы в цепях постоянного тока. Недопустимо подавать на стабилитрон переменное или обратное постоянное напряжение (нельзя на катод подавать плюс), так как это может немедленно привести к выходу прибора из строя.
- Желательно, чтобы напряжение источника питания было не менее чем на 10—20 % выше напряжения зажигания. Иначе, возможны задержки с включением стабилитрона.
- Блок питания, нагрузка и собственно стабилитрон должны быть согласованы по току и напряжению так, чтобы ток стабилитрона в любых условиях (в том числе при отключении нагрузки) был в пределах штатного диапазона. Обычно применяется токоограничивающий резистор.
- При обрыве тока через стабилитрон напряжение на нагрузке может превысить допустимый порог. В некоторых стабилитронах предусмотрена дополнительная защитная перемычка: если вынуть прибор из разъёма, нагрузка отсоединяется от источника питания.
- Недопустимо подключать фильтрующие ёмкости (более 0,001 мкФ) параллельно стабилитрону. Как все устройства с гистерезисом вольт-амперной характеристики, газоразрядный стабилитрон в таком включении с высокоомным источником питания и конденсатором может порождать паразитные автоколебания.
- Нельзя включать несколько стабилитронов параллельно, поскольку из-за незначительного разброса параметров какой-то один из них зажжётся при некотором напряжении, зажигание одного стабилитрона не даст зажечься другим и ток через горящий стабилитрон может превысить допустимый.
- Последовательное соединение стабилитронов допустимо и часто применяется на практике для повышения напряжения стабилизации. При этом параллельно каждому стабилитрону необходимо подключить одинаковые выравнивающие резисторы сопротивлением в 10—20 раз большим, чем сопротивление нагрузки (вместо резисторов иногда применяются выравнивающие конденсаторы[7]). Общее напряжение стабилизации в этом случае равно сумме номинальных напряжений стабилизации отдельных стабилитронов.
- Из-за абсорбции наполняющего газа в деталях прибора и в стенках оболочки напряжение стабилизации в процессе эксплуатации изменяется, стабилитроны являются изнашиваемыми деталями и поэтому после старения их необходимо заменять.